# Програма НАТО–Україна з перепідготовки військовослужбовців
На початку 1992 року у Збройних Силах загальна кількість військовослужбовців та цивільного персоналу становила понад 900 тис. осіб, утримання яких могло призвести до серйозних соціальних наслідків та негативних процесів у державі. Тож було прийнято рішення про приведення структури, чисельності і оснащення Збройних Сил у відповідність з рівнем потенційних військових загроз та економічних можливостей України шляхом їх реформування. Одним із напрямів реформування є скорочення чисельності особового складу Збройних Сил. Станом на 31 грудня 2012 р. чисельність Збройних Сил відповідно до Закону України «Про чисельність Збройних Сил України на 2012 рік» становила близько 184 тис. осіб, у тому числі військового персоналу близько 139 тис. осіб.
Протягом 2013–2017 років із Збройних Сил, інших військових формувань (Національної гвардії, Служби зовнішньої розвідки), правоохоронних органів спеціального призначення (СБУ, Управління державної охорони, Держприкордонслужби) та Держспецтрансслужби (далі — військові формування) відповідно до поданих ними прогнозних показників передбачається звільнення понад 42 тис. військовослужбовців без урахування військовослужбовців строкової військової служби.

## Проблеми, на розв'язання якої спрямований проект
Військова служба має особливий характер, що передбачає володіння специфічними спеціальностями, ризики для життя, значні обмеження свободи (пересування, вибору місця проживання тощо), цілковите підпорядкування службової діяльності військовим статутам.
За період тривалої військової служби (десяти років і більше) переважна більшість військовослужбовців втрачає цивільну професію або кваліфікацію, більшість зв'язків із цивільним середовищем. У зв'язку з цим та істотними змінами соціального та правового статусу, умов діяльності і зовнішнього середовища особи, звільнені з військової служби, мають значні проблеми із входженням у цивільне життя.
Ураховуючи зазначене, згідно із законодавством певним категоріям військовослужбовців, які підлягають звільненню, та особам, звільненим з військової служби (далі — військовослужбовці), і членам їх сімей надані значні пільги, встановлені правові і соціальні гарантії та компенсації, серед яких передбачено їх право на соціальну та професійну адаптацію до умов життя в цивільному середовищі (далі — адаптація) за рахунок коштів державного бюджету.
Таке право визначено положеннями Законів України «Про державні гарантії соціального захисту військовослужбовців, які звільняються із служби у зв'язку з реформуванням Збройних Сил України, та членів їхніх сімей» (пункт 9 статті 1, пункт 2 статті 3) та «Про соціальний і правовий захист військовослужбовців та членів їх сімей» (пункт 5 статті 8).

### Адаптація військовослужбовців основні складові
- психологічну — оволодіння системою цінностей (нормами, установками, зразками поведінки), культурою, які існують у цивільному середовищі, з метою виконання наявних у ньому вимог до особистості;

- правову — освоєння правових норм, які регламентують соціальний і правовий статус особи, звільненої з військової служби, та членів її сім'ї, визначають їх права, обов'язки і можливості, а також оволодіння інформацією про державні органи, установи і організації, які можуть допомогти в освоєнні таких норм і реалізації своїх прав і можливостей;

- професійну — залежно від професії спеціалізоване удосконалення наявних професійних знань, умінь і навичок або оволодіння новими та подальше успішне працевлаштування.

Адаптація військовослужбовців та членів їх сімей є одним із пріоритетів соціальної сфери військового будівництва, а також окремим напрямом державної соціальної політики. У Стратегії національної безпеки України «Україна у світі, що змінюється», затвердженій Указом Президента України від 12 лютого 2007 р. № 105, в редакції Указу Президента України від 8 червня 2012 р. № 389, вирішення питань адаптації та соціальних гарантій для військовослужбовців, які звільняються, визначено як один з напрямів удосконалення системи забезпечення національної безпеки.

## Шляхи і способи розв'язання проблеми
Проблему передбачається розв'язати шляхом, організації виконання в рамках Програми завдань з адаптації, зокрема:
— професійного навчання (професійної підготовки, перепідготовки або підвищення кваліфікації) військовослужбовців та членів їх сімей за обраними ними цивільними професіями і спеціальностями;
— сприяння у працевлаштуванні, надання інформаційних та консультаційних послуг, пов'язаних із працевлаштуванням (консультації, ярмарки вакансій та інше);
— надання соціально-психологічної і правової допомоги військовослужбовцям, які підлягають звільненню, у період їх звільнення, особливо у зв'язку із скороченням штатів, проведенням організаційних заходів та за станом здоров'я;
— інформування військовослужбовців та членів їх сімей про проведення в рамках Програми запланованих на визначений період заходів щодо адаптації шляхом розміщення відповідної інформації у засобах масової інформації, на офіційних сайтах Міноборони та Мінсоцполітики;
— співпраці з Організацією Північноатлантичного договору, Організацією з безпеки та співробітництва в Європі, Міністерством закордонних справ Королівства Норвегія, іншими іноземними та міжнародними структурами з метою залучення їх коштів для відкриття нових, продовження реалізації наявних в Україні міжнародних проектів адаптації військовослужбовців та членів їх сімей;
— організації взаємодії та координації діяльності центральних і місцевих органів виконавчої влади, органів місцевого самоврядування, підприємств, фондів, установ, організацій різних форм власності, у тому числі громадських, іноземних і міжнародних, заінтересованих у вирішенні питань адаптації військовослужбовців та членів їх сімей.

## Очікувані результати виконання Програми, визначення її ефективності
Виконання Програми дасть змогу:
— максимально використати в інтересах держави потенціал військовослужбовців та членів їх сімей;
— поліпшити соціально-політичну ситуацію серед військовослужбовців та членів їх сімей;
— понад 21 тис. військовослужбовців та членів їх сімей пройти професійне навчання (професійну підготовку, перепідготовку або підвищення кваліфікації) за професіями та спеціальностями, що користуються попитом на ринку праці, та отримати сприяння у працевлаштуванні;
— усім військовослужбовцям, які підлягають звільненню, отримати перед звільненням з військової служби консультації та необхідну інформацію з питань адаптації.

## Розвиток програми за роками

Члени програми «Партнерство заради миру»
Колишні члени, які приєдналися до НАТО

- У січні 2006 року в межах програми НАТО «Партнерство заради миру» Альянс взяв на себе ініціативу щодо фінансування діяльності Хмельницького центру перепідготовки та соціальної адаптації  Хмельницького національного університету в сфері перепідготовки та допомоги в працевлаштуванні особам (180–200 особам щорічно) з числа військовослужбовців, звільнених у запас або відставку, а також включених у план звільнення зі Збройних Сил України. Фінансування цього проекту здійснюється через Трастовий фонд НАТО "Партнерство заради миру " — Хмельницький центр перепідготовки та соціальної адаптації.

Мета проекту, що фінансується через Трастовий фонд НАТО «Партнерство заради миру» — Хмельницький центр перепідготовки та соціальної адаптації, полягає у забезпеченні професійного навчання (перепідготовки, підвищення кваліфікації), сприянні працевлаштуванню, наданні інформаційних, консультаційних, профорієнтаційних послуг військовослужбовцям, що підлягають звільненню, та особам, звільненим з військової служби.
- 2009 році партнером Хмельницького центру перепідготовки та соціальної адаптації в організації професійної та соціальної адаптації військовослужбовців в Харківському регіоні став Міжгалузевий інститут післядипломної освіти[8], Національного технічного університету «Харківській політехнічний інститут» (м. Харків).

- В 2012 році відбулося проведення двох потоків у Хмельницькому та Харківському регіонах[9] — 1 потік: лютий — травень 2012 р.

— 2 потік: червень — серпень 2012 р.

## Перепідготовка проводиться за спеціальностями
Проект в центрах перепідготовки та соціальної адаптації пропонує курси професійного навчання (перепідготовки, підвищення кваліфікації) військовослужбовців за наступними спеціальностями:
Економічне спрямування:
— спеціальність «Менеджмент організацій і адміністрування», спеціалізація «Менеджмент підприємницької діяльності» (група «Менеджмент підприємницької діяльності»);
— спеціальність «Маркетинг» (група «Маркетинг на ринку товарів та послуг»);
— спеціальність «Фінанси та кредит» («Страхова справа») (група «Фінанси та кредит»);

Комп'ютерне спрямування:
— спеціальність «Економічна кібернетика» (група «Комп'ютерні технології в економічних системах»);
— спеціальність «Комп'ютерні системи та мережі» (група «Комп'ютерні системи та мережі»);
— спеціальність «Дизайн», спеціалізація «Графічний дизайн та реклама» (група «Графічний дизайн і реклама»);
— спеціальність «Апаратура радіозв'язку, радіомовлення і телебачення» (група «Апаратура радіозв'язку, радіомовлення і телебачення»).